# 大村市立富の原小学校
大村市立富の原小学校（おおむらしりつ とみのはらしょうがっこう）は、長崎県大村市富の原一丁目にある公立小学校。

## 概要
歴史
児童数の増加により、1983年（昭和58年）4月に大村市立竹松小学校から分離・独立する形で開校した。2012年（平成24年）4月時点で児童数が800名を超える（863名）大規模校である。
校歌
1984年（昭和59年）に制定。作詞は田島日路樹、作曲は西村雄二による。歌詞は3番まであり、各番に校名の「富の原」が登場する。
校区
富の原一丁目- 二丁目、原口町、今津町。中学校区は大村市立桜が原中学校区。

## 沿革
- 1983年（昭和58年）
  - 4月1日 - 大村市立大村小学校から分離・独立する形で「大村市立富の原小学校」が開校。児童数489名。
    - 学校給食は南部地区学校給食共同調理場が担当する。
- 1984年（昭和59年）
  - 2月 - 体育館が完成。
  - 3月 - 校歌を制定。プールが完成。
- 1992年（平成4年）3月 - 増築校舎が完成。
- 1999年（平成11年）9月 - 教育用コンピューターが導入され、パソコン教室が設置される。
- 2003年（平成15年）9月 - ビオトープが完成。
- 2005年（平成17年）4月 - 児童数の増加により、図工室を普通教室へ転用。
- 2006年（平成18年）4月 - 市立の小中学校で二学期制が導入される。生徒増により玄関横にプレハブ校舎2棟を増設。
- 2007年（平成19年）4月 - 生徒増によりプレハブ校舎2棟を増設。
- 2008年（平成20年）4月 - 生徒増によりパソコン室の一部を普通教室へ転用。
- 2009年（平成21年）4月 - 副校長・主幹教諭を配置。
- 2010年（平成22年）
  - 3月 - 新校舎が完成。
  - 4月 - 特別支援学級を新設。
  - 10月 - 太陽光発電システムが完成（太陽光パネルを設置）。
- 2012年（平成24年）
  - 1月 - 市立の小中学校で図書データベースの運用が開始
  - 3月 - 生徒増により、新校舎2階の多目的室と相談室を普通教室へ転用。
- 2013年（平成25年）8月 - 大村市内の学校給食共同調理場が統合され、大村市小学校給食センターが新設される。
  - これにより、市立小学校すべての給食が1ヶ所で調理されることとなった。

## アクセス
最寄りの鉄道駅
- JR九州大村線 竹松駅

最寄りのバス停
- 県営バス　福里 / 富の原一丁目バス停

最寄りの国道・県道
- 国道34号　原口町交差点

## 周辺
- 大村市立桜が原中学校
- 大村市立放虎原小学校
- 陸上自衛隊大村駐屯地
- 陸上自衛隊竹松駐屯地
- 海上自衛隊大村航空基地

## 参考資料
- 大村市の教育 平成25年度 (PDF)  - 大村市ウェブサイト
- 「大村市史 下巻」（1961年（昭和36年）2月11日発行、大村市役所）

## 関連事項
- 長崎県小学校一覧